# Titularbistum Zucchabar
Zucchabar (lat. Dioecesis Zucchabaritana) ist ein Titularbistum der römisch-katholischen Kirche. 
Es geht zurück auf ein untergegangenes Bistum der gleichnamigen antiken Stadt in der römischen Provinz Mauretania Caesariensis im heutigen Algerien.
| Titularbischöfe von Zucchabar |                                                   |                                                                      |                    |                |
| Nr.                           | Name                                              | Amt                                                                  | von                | bis            |
| 1                             | Nicolas Kinsch SCI Titularerzbischof pro hac vice | emeritierter Erzbischof von Kisangani (Demokratische Republik Kongo) | 26. September 1967 | 15. April 1971 |
| 2                             | John Anthony Kelly                                | Weihbischof in Melbourne (Australien)                                | 16. November 1972  | 24. Juli 1987  |
| 3                             | João Maria Messi OSM                              | Weihbischof in Aracaju (Brasilien)                                   | 15. Juni 1988      | 22. Mai 1995   |
| 4                             | Theotonius Gomes CSC                              | Weihbischof in Dhaka (Bangladesch)                                   | 23. Februar 1996   |                |